# Liste der Kulturdenkmale in Bördeaue
In der Liste der Kulturdenkmale in Bördeaue sind alle Kulturdenkmale der Gemeinde Bördeaue und ihrer Ortsteile aufgelistet. Grundlage ist das Denkmalverzeichnis des Landes Sachsen-Anhalt, das auf Basis des Denkmalschutzgesetzes des Landes Sachsen-Anhalt vom 21. Oktober 1991 durch das Landesamt für Denkmalpflege und Archäologie Sachsen-Anhalt erstellt und seither laufend ergänzt wurde (Stand: 5. März 2015).

## Kulturdenkmale nach Ortsteilen

### Tarthun
| Lage                                     | Bezeichnung | Beschreibung                                 | Erfassungs- nummer | Ausweisungsart | Bild           |
| ---------------------------------------- | ----------- | -------------------------------------------- | ------------------ | -------------- | -------------- |
| Breite Straße 27a (Karte)                | Klosterhof  |                                              | 094 11220          | Baudenkmal     | BW             |
| Breite Straße 44 (Karte)                 | Gasthaus    |                                              | 094 10145          | Baudenkmal     | Gasthaus       |
| Friedrich-Engels-Straße Ortsrand (Karte) | Wasserturm  | Wasserturm Schacht Brefeld I                 | 094 90178          | Baudenkmal     | Weitere Bilder |
| Friedrich-Engels-Straße Ortsrand (Karte) | Bergwerk    | Heeresmunitionsanstalt, Luftmunitionsanstalt | 094 90177          | Baudenkmal     | Bergwerk       |
| Kirchstraße (Karte)                      | Kirche      | Evangelische St.-Johannis-Baptistae-Kirche   | 094 10144          | Baudenkmal     | Weitere Bilder |
| Kirchstraße 4 (Karte)                    | Taubenturm  |                                              | 094 11216          | Baudenkmal     | Taubenturm     |
| Kirchstraße 5 (Karte)                    | Schule      |                                              | 094 90179          | Baudenkmal     | BW             |
| Schulstraße (Karte)                      | Schule      |                                              | 094 11218          | Baudenkmal     | Schule         |
| Schulstraße 15 (Karte)                   | Wohnhaus    |                                              | 094 41530          | Baudenkmal     | BW             |

### Unseburg
| Lage                                                                                               | Bezeichnung  | Beschreibung                                                                        | Erfassungs- nummer | Ausweisungsart | Bild           |
| -------------------------------------------------------------------------------------------------- | ------------ | ----------------------------------------------------------------------------------- | ------------------ | -------------- | -------------- |
| Altenweddinger Straße nördlich der Ortschaft, an der Straße von Unseburg nach Wolmirsleben (Karte) | Mühle        |                                                                                     | 094 11234          | Baudenkmal     | Weitere Bilder |
| Breite Straße 17 (Karte)                                                                           | Bauernhof    |                                                                                     | 094 11232          | Baudenkmal     | BW             |
| Breite Straße 23, 23a (Karte)                                                                      | Gutshof      | Amtshof                                                                             | 094 11231          | Baudenkmal     | Gutshof        |
| Breite Straße 28 (Karte)                                                                           | Kirche       | Ehemalige katholische St.-Franziskus-Xaverius-Kirche (1906 erbaut, 2012 profaniert) | 094 11227          | Baudenkmal     | Weitere Bilder |
| Burgplatz 1 (Karte)                                                                                | Kirche       | Evangelische St.-Stephanus-Kirche                                                   | 094 10146          | Baudenkmal     | Weitere Bilder |
| Burgplatz 1 (Karte)                                                                                | Pfarrhaus    |                                                                                     | 094 11230          | Baudenkmal     | Pfarrhaus      |
| Burgplatz 3 (Karte)                                                                                | Gemeindehaus |                                                                                     | 094 11229          | Baudenkmal     | BW             |

## Ehemalige Kulturdenkmale nach Ortsteilen

### Tarthun
| Lage                                         | Bezeichnung  | Beschreibung                            | Erfassungs- nummer | Ausweisungsart | Bild |
| -------------------------------------------- | ------------ | --------------------------------------- | ------------------ | -------------- | ---- |
| Breite Straße, Ecke Egelnsche Straße (Karte) | Bauernhof    |                                         | 094 11215          | Baudenkmal     | BW   |
| Schulstraße 13, 14, 15 (Karte)               | Häusergruppe | inzwischen alle drei Gebäude abgerissen | 094 11222          | Denkmalbereich | BW   |

## Legende
In den Spalten befinden sich folgende Informationen:
- Lage: Nennt den Straßennamen und wenn vorhanden die Hausnummer des Kulturdenkmals. Die Grundsortierung der Liste erfolgt nach dieser Adresse. Der Link „Karte“ führt zu verschiedenen Kartendarstellungen und nennt die geographischen Koordinaten.
Link zu einem Kartenansichtstool, um Koordinaten zu setzen. In der Kartenansicht sind Baudenkmale ohne Koordinaten mit einem roten bzw. orangen Marker dargestellt und können in der Karte gesetzt werden. Baudenkmale ohne Bild sind mit einem blauen bzw. roten Marker gekennzeichnet, Baudenkmale mit Bild mit einem grünen bzw. orangen Marker.
- Offizielle Bezeichnung: Nennt den Namen, die Bezeichnung oder zumindest die Art des Kulturdenkmals und verlinkt, soweit vorhanden, auf den Artikel zum Objekt.
- Beschreibung: Nennt bauliche und geschichtliche Einzelheiten des Kulturdenkmals, vorzugsweise die Denkmaleigenschaften.
- Erfassungsnummer: Für jedes Kulturdenkmal wird in Sachsen-Anhalt eine 20stellige Erfassungsnummer vergeben. Die letzten zwölf Ziffern werden für die Untergliederung nach Teilobjekten genutzt und werden nur angegeben, soweit vergeben. In dieser Spalte kann sich folgendes Icon  befinden, dies führt zu Angaben zu diesem Baudenkmal bei Wikidata.
- Ausweisungsart: Die Einordnung des Denkmales nach § 2 Abs. 2 DenkmSchG LSA
- Bild: Ein Bild des Denkmales, und gegebenenfalls einen Link zu weiteren Fotos des Kulturdenkmals im Medienarchiv Wikimedia Commons. Wenn man auf das Kamerasymbol klickt, können Fotos zu Kulturdenkmalen aus dieser Liste hochgeladen werden: